# أحمد عودة

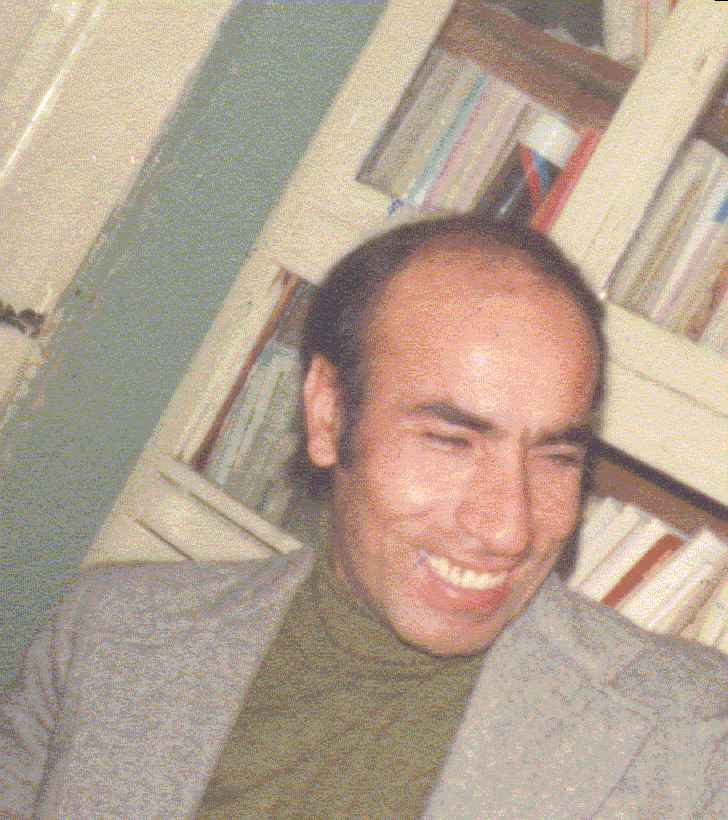

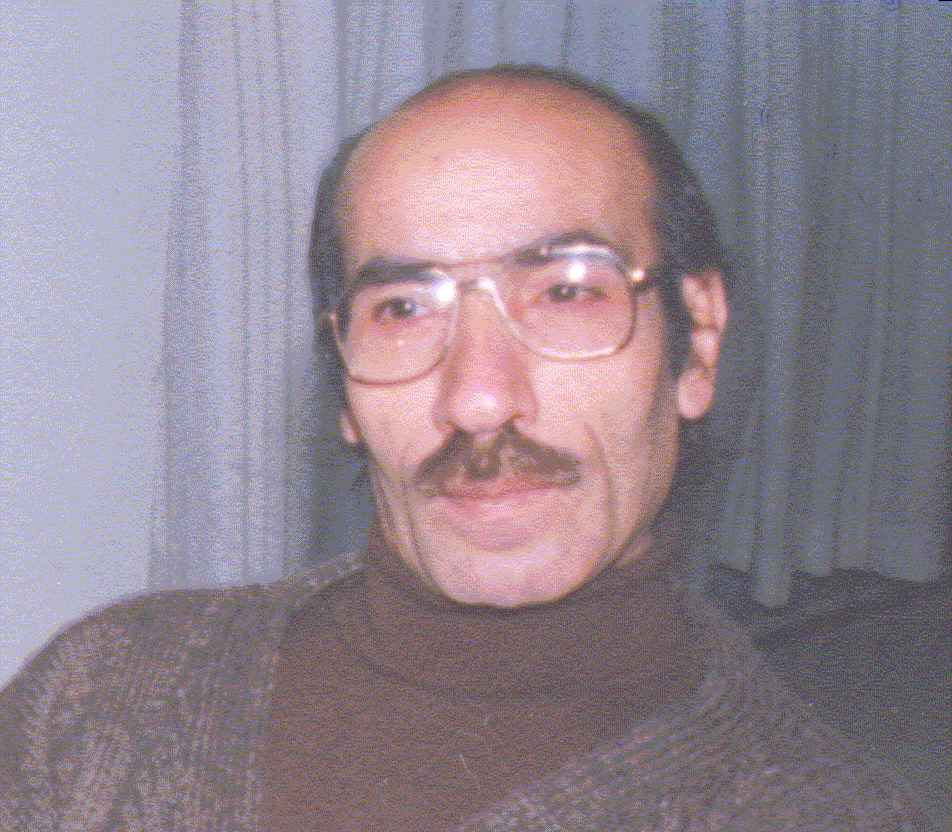

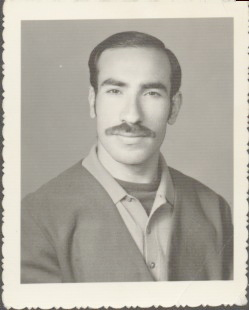

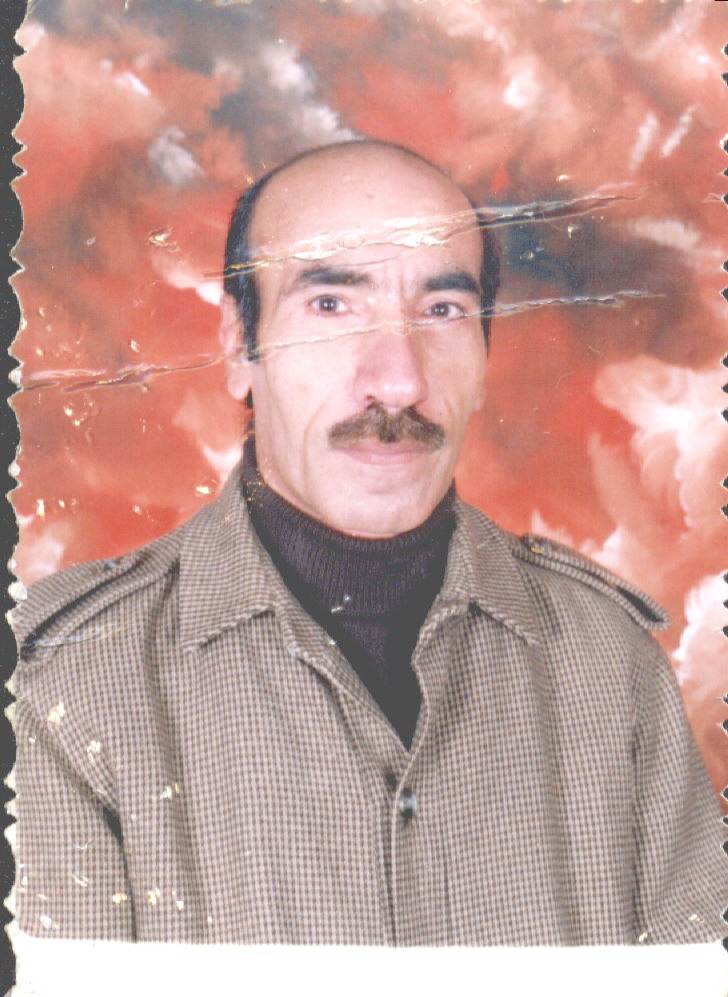

أحمد علي حسين عودة روائي وكاتب قصة وسيناريو فلسطيني، يعتبر من روَّاد الحركة الأدبية والثقافية في الأردن، وأحد مؤسسي رابطة الكتاب الأردنيين، كما أنه من أوائل كتَّاب المسلسلات التلفزيونية باللهجة الأردنية البيضاء.

## نشأته وتعليمه
ولِد في قرية إذنبة قضاء الرملة عام 1948, قبل أن تلجأ أسرته إلى مخيم عين السلطان، أنهى تعليمه الابتدائي والإعدادي في مدرسة مخيم عين السلطان للبنين، وأتم الثانوية في مدرسة مخيم عقبة جبر الثانوية للبنين، وهو مخيم يقع إلى الجنوب الغربي من مدينة أريحا، على طريق القدس، وحصل على الشهادة الثانوية سنة 1963، بعدها التحق بمعهد إعداد المعلمين وحصل على دبلوم التأهيل التربوي المعادل لدبلوم كليات المجتمع عام 1965، ليصبح بعدها معلّماً في مدارس محافظة القدس، إلى أن نزح مع عائلته إثر حرب حزيران إلى عمان، واصل عمله كمدرس في عمان حتى أحيل إلى التقاعد عام 1988، حيث تفرغ بعد ذلك للكتابة الدرامية.

## حياته الأدبية
هو عضو في اتحاد الكتاب العرب ويعتبر من الأسماء القصصية المحليّة التي تألّقت في الستينيات ومطلع السبعينيات، إذ بدأ بكتابة الرواية تحديدًا بالستينيات غير أنه أول ما نشرَه فهي القصّة القصيرة في مطلع السبعينيات.
نشر مجموعته الأولى (حين لا ينفع البكاء) سنة 1973، ثمّ تمهّل طويلاً قبل أن يقدّم مجموعته الثانية (زعتر التل) إلى رابطة الكتّاب الأردنيين التي تولّت نشرها، وصدرت له مجموعته الثالثة (المنعطف) عام 1980.
ولهذه القصص نكهة خاصّة مغايرة للسّائد بما تحمله، من نسق مستمّد من أجواء المخيّم الفلسطيني في المنافي، وبرؤية تبتعد عن إبراز البعد البطولي في حياة المخيّم باتّجاه تأكيد البعد الإنساني المستلب، وإن كان ينجح في الغالب في خلق حالة من التمرّد والرّفض لدى قارئه ضدّ هذا الاستلاب والقهر في مجتمع المخيّم.
حَمَلت مُعظم مجموعاته القصصية والروائية همَّ القضية الفلسطينية انطلاقًا من المخيم ثم عبر حلم العودة للأرض عن طريق الكفاح والتحرير، وقد مُنعت له مجموعة قصصية ورواية من النشر في بعض الدول العربية لما تحمله من نقد سياسي مجتمعي بما يتعلق بالقضية.
وقد قدم في مجموعاته بشكل عام نماذج فلسطينية وعربية منتقاة؛ وعرف كيف يقدمها للقارئ بإضافة الكثير من التفاصيل والظلال مما أعطاها مقومات الحياة الواقعية والصدق. كل ذلك بإمكانية متفوقة قادرة على التشكيل والتوصيل والإيحاء بأدوات يسيطر عليها سيطرة تامة عرف كيف يستخدمها من خلال تداخل الماضي بالحاضر مع التحام الحدث والمشاعر وتشابك الأحداث الحاضرة مع الماضي؛ وفي إبراز علاقات شخصياته كل منها بالأخرى ونلاحظ أن كل شخصية من شخصيات قصصه ورواياته ترمز لحالة ولواقع تحياه.

## وفاته
توفي في الأردن يوم السبت 9 أبريل 2016، بعد تعرضه لجلطة قلبية نقل على إثرها إلى مركز المدينة الطبية في عمان، حيث مكث في العناية المكثفة وتوفي بعدها بساعات. تم الإعلان عن خبر وفاته مباشرة. وقد وري جثمانه الثرى في 10 أبريل في عمان، وتم دفنه بمقبرة سحاب بناءاً على توصيته. نعته رابطة الكتاب الأردنيين واتحاد الكتاب العرب عبر الصحف العربية بصفته أحد أعضائها، والعديد من الكتاب والشعراء عبر الصحف الأردنية والعربية.

## أعماله

### مسلســـلات تلفزيونيـــة
- ويبقـى الأمــل - باللهجة الأردنية
- الفـرح المنسـي - باللهجة الأردنية
- الحائــــــر - باللهجة الأردنية
- حــارة الزيـن - باللهجة الأردنية
- الريحانيــــة - باللهجة الأردنية
- خــط البدايـة - باللهجة السعودية
- الزمـــن دوار - باللهجة السعودية
- مرايــا الحـب - باللهجة المصرية
- هــذا قـراري - باللهجة السورية
- الأمانـي المـرة - باللهجة السورية

### مسلسلات إذاعية
- في الوقت الضائع

### أفلام تلفزيونية
- المريض
- عذابـات حلـوم
- طلقـة الرحمـة
- الانتظـار

### مسرحيات
- الكنــــــز
- أصـل المسألـة
- شلــة الأنـس

## مؤلفاته
- حيت لا ينفع البكاء - قصص - عمان - مكتبة الشرق - 1973
- زعتر التل - قصص - عمان - رابطة الكتاب الأردنيين - 1979
- المنعطف - قصص بغداد - وزارة الثقافة - 1980
- الولادة والموت - قصص) - اتحاد الكتاب العرب - 1982
- جمجوم - قصص - بغداد - وزارة الثقافة والإعلام - 1982
- ساعات الصفر - رواية - بيروت - دار الوحدة - 1983
- الفواصل - قصص - دمشق - اتحاد الكتاب العرب - 1984
- الكلب المخدوع - قصص للفتيان - عمان - دار ابن رشد - 1986
- عيون المدافع - قصص - دمشق - اتحاد الكتاب العرب - 1995
- الفخ- قصص - عمان - وزارة الثقافة - 1996
- الباشكار - رواية- عمان - دار الينابيع - 1996

## الجوائز
- حائز على شهادة تقدير لأفضل مسلسل محلي«الريحانية» من التلفزيون الأردني عام 1990.
- حائزة على جائزة تقدير من رابطة الكتاب لأفضل رواية «ساعات الصفر» عام 1982.

## اقرأ أيضًا
- مهيب البرغوثي
- زياد خداش